# Boven Saramacca
Boven Saramaca o en español Alto Saramacca es uno de los seis ressort en los que se divide el distrito de Sipaliwini, en Surinam. El ressort toma su nombre del río Saramacca cuyas localidades se encuentran alrededor de sus orillas. Limita al norte con los  distritos de Para y Brokopondo, al oriente con Boven Suriname, al sur con Coeroeni y al occidente con Boven Coppename.
Para el 2004, Boven Saramaca según cifras de la Oficina Central de Asuntos Civiles (CBB), tenía 1.537 habitantes. Una de las localidades más grandes en este ressort es Nieuw Jacobkondre.